# Distrito electoral 8 (condado de Hamilton, Nebraska)
El distrito electoral 8 (en inglés: Precinct 8) es un distrito electoral ubicado en el condado de Hamilton en el estado estadounidense de Nebraska. En el Censo de 2010 tenía una población de 593 habitantes y una densidad poblacional de 3,11 personas por km².

## Geografía
El distrito electoral 8 se encuentra ubicado en las coordenadas 40°59′45″N 98°0′13″O / 40.99583, -98.00361. Según la Oficina del Censo de los Estados Unidos, el distrito electoral 8 tiene una superficie total de 190.82 km², de la cual 186.15 km² corresponden a tierra firme y (2.45%) 4.67 km² es agua.

## Demografía
Según el censo de 2010, había 593 personas residiendo en el distrito electoral 8. La densidad de población era de 3,11 hab./km². De los 593 habitantes, el distrito electoral 8 estaba compuesto por el 98.65% blancos, el 0.17% eran afroamericanos, el 0.17% eran amerindios, el 0.34% eran de otras razas y el 0.67% pertenecían a dos o más razas. Del total de la población el 3.2% eran hispanos o latinos de cualquier raza.